# Филибели Ахмед Хилми
Ахмед Хилми (1865, Филибе – 17 октомври 1914, Бурса), по-известен като Консулски син Ахмед Хилми от Филибе (Şehbenderzâde Filibeli Ahmed Hilmi), е известен турскоезичен османски суфист и мислител.
Бил е верен почитател на движението Vahdet-i Vücud, което е част от течението суфизъм. Последователите на това движение вярват, че Аллах и човек са едно, и се основават на идеологията на единството. Бил е автор на антиматериалистични произведения, с които се е противопоставил на своите съвременници-материалисти. 

## Биография
Поради факта, че е роден в град Филибе (сега Пловдив), е наречен Ахмед Хилми от Филибе. По професията на баща му Сюлейман бей, който е бил консул, е наричан допълнително Şehbenderzade (син на консул). Началното си образование получава от Пловдивския мюфтия.
След това се премества да живее в Измир със семейството си. Продължава своето образование в Галатасарайската гимназия и започва да работи в Düyûn-ı Umûmiyye (институция, която е инспектирала външните дългове на Османската империя), откъдето е командирован в Бейрут. Поради политически конфликт емигрира в Египет, след което през 1901 г. се връща в Истанбул, като от там е пратен в изгнание във Фезан (днешна Либия). През това време се засилва интересът му към суфизма и особено към Vahdet-i Vücud. До голяма степен идеите му са повлияни от интереса му към суфизма.
След обявяването на втората конституционна ера в Османската империя през 1908 г. се връща в Истанбул и започва да издава седмичен вестник İttihat-ı İslam („Ислямско единство“). През 1910 г. започва да издава седмичен вестник Hikmet („Мъдрост“) и създава печатница Hikmet Matbaa-yi İslâmiyesi („Мъдро ислямско издателство“). 
Със своите уникални мисли започва да критикува Комитета на обединение и прогрес. Поради факта, че мислите му не отговарят на тези на неговите съвременници, си създава много врагове. Своите мисли и критики публикува предимно във вестника си Hikmet, като след време започва да го издава ежедневно. 
Поради своите мисли и усърдието да ги публикува във вестника си Hikmet е пратен в изгнание в Бурса. По-късно, след като се връща от изгнание, започва преиздаването на своя вестник. И пак, заради неговите идеи, вестникът нямал дълъг публицистичен живот.
През 1914 г. е отровен, като не се знае причината за отравянето му. Бил е от първите, които са се борили с ционизма и масонството и скоро след смъртта му започват спекулациите, че е убит от масоните.

## Произведения
Вестник „Хикмет“ е много важен за писателя, защото е мястото, където е публикувал своите есета и мисли. Освен това най-известното му произведение е романът A'mâk-ı Hayâl („Дълбините на въображението“, превод от турски език Азиз Таш, София: Парадокс, 2021, ISBN 978-954-553-354-9). В този роман писателят излага своята вяра в идеологията на Vahdet-i Vücud, като го изобразява с духовни истории. Освен това издава и хумористично списание на име Kalender.
Освен своята писателска и издателска дейност е бил преподавател по философия в Истанбулския университет. 
В своите произведения се е подписвал с имената Şeyh Mihrüddin Arusi, Coşkun Kalender, Kalender Geda и Özdemir. 